# Джеймс Баррі (Маргарет-Енн Балклі)
Джеймс Міранда Стюарт Баррі (англ. James Miranda Steuart Barry), при народженні Маргарет-Енн Балклі (англ. Margaret Ann Bulkle; близько 1789, Корк — 25 липня 1865, Лондон) — англійський лікар і військовий хірург. Працював в Південній Африці, наприкінці кар'єри займав посаду генерального інспектора. Лікував поранених та хворих солдатів британської армії, а також покращував життя корінного населення. Першим в Африці виконав операцію кесаревого розтину, при якій вижили і мати, і дитина. 
Попри те, що все своє доросле життя Баррі прожив як чоловік, він народився як дівчинка під ім'ям Маргарет-Енн. Баррі представляв себе як чоловіка, як мінімум, щоб мати змогу вступити до медичного університету та зробити кар'єру хірурга. Його біологічна стать стала відома громадськості та військовим колегам лише після посмертного огляду. Через те, що Баррі представлявся чоловіком не лише у публічному, а і в особистому житті, а також забороняв оглядати його тіло після смерті, існує думка, що його варто відносити до трасгендерних людей.

## Життєпис

### Юність та освіта

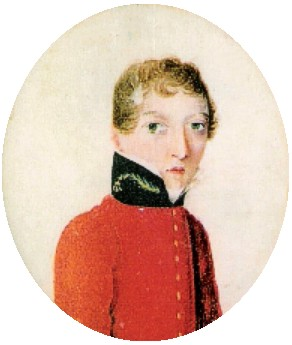
Портрет Джеймса Баррі, написаний приблизно в 1813—1816 роках

Джерел інформації про життя Маргарет-Енн Балклі мало, дещо можна дізнатись з її листувань. Це сприяло поширенню різних міфів та припущень. У детальному дослідженні юності Балклі Майкл дю Пріз стверджує, що вона народилась в місті Корк у 1789 році (дата народження вирахувана на основі згадки пані Балклі про свою 15-річну дитину у листі від 14 січня 1805 року). Інші джерела наводять 1792, 1795 та 1799 роки, але вони, швидше за все, засновані на неправдивих даних, які Маргарет-Енн, представляючись чоловіком, заповнювала в офіційних документах.
Маргарет-Енн Балклі була другою дитиною у сім'ї Джеремі та Мері-Енн Балклі. Мати була сестрою ірландського художника та професора образотворчого мистецтва Королівської академії мистецтв Джеймса Баррі. Батько керував важнею (споруда з великими вагами) на Торговій набережній (англ. Merchant's Quay) в місті Корк. Однак внаслідок поширення антикатолицьких настроїв серед населення його було звільнено з посади. Ця подія викликала фінансову кризу в сім'ї. Родина залишилась без підтримки батька (зрештою, батько через невиплачені борги опинився в одній з в'язниць Дубліна). Третя дитина в родині — Джуліанна, офіційно представлена як сестра Маргарет-Енн, ймовірно була її дочкою. Вагітність, імовірно, стала наслідком сексуального насильства щодо неповнолітньої Балклі. Багато років потому це засвідчила хатня робітниця, яка опікуючись підготовкою тіла Балклі до поховання, виявила її справжню стать, а також післяпологові розтяжки.
Маргарет-Енн Балклі здобула освіту з перспективою стати гувернанткою, але, враховуючи відсутність інформації про будь-яку історію працевлаштування, схоже, подружжя Балклі не змогло знайти для доньки підхожої вакансії викладачки. Ймовірно, між батьками, Маргарет-Енн та деякими впливовими ліберально налаштованими друзями її покійного брата Джеймса Баррі (а саме генералом Франсіско де Міранда, доктором Едвардом Фрайером, який став особистим вчителем Балклі, та Деніелом Рірдоном, адвокатом сім'ї) виникла таємна змова з метою дозволити неповнолітній Маргарет вступити до медичного училища. Закладом для навчання було обрано Единбурзький університет. Батьки відчалили на кораблі з портового шотландського міста Літ 30 листопада 1809 року. 
Відтак, щоб навчатись у медичному навчальному закладі, Маргарет-Енн Балклі назвалася Джеймсом Баррі — племінником покійного ірландського художника-романтика Джеймса Баррі і перебувала в цій ролі наступні 56 років. У листі до Деніела Рірдона, надісланому 14 грудня, Баррі прохав будь-які листи, адресовані Маргарет Балклі, пересилати до Мері-Енн Балклі (яку називав «своєю тіткою»), і, крім іншого, писав, що '...було б дуже корисно для місіс Балклі (моєї тітки) мати джентльмена, який піклувався б про неї на борту корабля і в чужій країні...'. Хоча лист був підписаний «Джеймс Баррі», адвокат нерозбірливо написав на звороті конверта «Міс Балклі, 14 грудня»; цей доказ був вирішальним підтвердженням, що Маргарет Балклі та Джеймс Баррі — одна людина.
Прибувши до Единбурга в листопаді 1809 року, Баррі розпочав навчання в медичній школі Единбурзького університету як «студент медицини та літератури». Невисокий ріст Баррі, голос без ознак підліткової ломки, тонкі риси обличчя та гладка шкіра змусили багатьох підозрювати, що Баррі був надто молодим хлопчиком, що не досяг статевої зрілості. Тому сенат університету спочатку намагався не допустити Баррі до випускних іспитів. Однак Девід Ерскін, 11-й граф Б'юкена та друг доктора Едварда Фрайера, переконав сенат піти на поступки, і у 1812 році Баррі завершив університет кваліфікованим доктором медицини (англ. Medicinae Doctor (MD)) . Потім переїхав до Лондона, записавшись на Осінній курс 1812/1813 рр. як учень Об'єднаних лікарень Гайя та Св. Томаса, де викладачами були Генрі Клайн і знаменитий хірург Естлі Купер. 2 липня 1813 року Баррі успішно склав іспит Королівської колегії хірургів Англії.

### Медично-військова кар'єра
Потрапивши до армії 6 липня 1813 року, Баррі отримав посаду лікарняного помічника (англ. Hospital Assistant). Спочатку він служив в Челсі, а потім на воєнно-морській базі Королівського флоту Британії Девонпорт, де 7 грудня 1815 року отримав підвищення до помічника хірурга, що рівнозначно отриманню звання лейтенанта.
Після навчання на базі у 1819 році Баррі було відправлено до Кейптауна, у Південну Африку. Через графа Б'юкена Баррі передав вітального листа губернатору міста лорду Чарльзу Генрі Сомерсету. Завдяки успішному, навіть вражаючому, лікуванню хворої дочки лорда Чарльза, Баррі став близьким другом родини, підтримував тісні дружні стосунки з губернатором і став його особистим лікарем. А в 1822 році Сомерсет призначив Баррі колоніальним медичним інспектором (англ. Colonial Medical Inspector). Це було надзвичайне підвищення у посаді для Баррі, який до того мав невисоке військове звання. За 10 років роботи на посаді Баррі здійснив багато значних змін, серед яких: поліпшення систем санітарії та водопостачання, покращення умов утримання рабів, в'язнів та психічно хворих та забезпечення притулку для населення, ураженого проказою. Баррі також провів одну з перших відомих успішних операцій кесаревого розтину, в якій вижили і мати, і дитина. Новонародженого охрестили Джеймсом Баррі, ім'я передавалось в родині наступним поколінням, призвівши до того, що ім'я носив прем'єр-міністр Південної Африки Джеймс Баррі. У Баррі з'явились вороги через його критику місцевих чиновників та їхніх рішень щодо медичних питань, але дружба з губернатором сприяла тому, що ніхто відкрито не виступав проти нього.
22 листопада 1827 року Баррі отримав звання військового хірурга. В 1828 році його було відправлено служити в Маврикій. У 1829 році Баррі ризикував, покинувши службу не у час відпустки, щоб повернутись до Англії, де зайнявся лікуванням хворого лорда Сомерсета і залишався там до його смерті в 1831 році. Пізніше Баррі відрядили служити на Ямайку, а в 1836 році на острів Святої Єлени. На острові сутичка з військовим хірургом-колегою призвела до того, що Баррі було заарештовано воєнно-польовим судом за звинуваченням у «поведінці, неприйнятній для офіцера та джентльмена». Однак, його було визнано невинуватим і почесно виправдано.
У 1840 році Баррі відправлено продовжувати службу на Підвітряні та Навітряні острови в Вест-Індії, де він зосередив свою увагу на сферах медицини та управління, а також на покращенні умов для військовослужбовців. На островах Баррі отримав підвищення до головного медичного працівника (англ. Principal Medical Officer) медичного корпусу Королівської армії. У 1845 році Баррі захворів жовтою гарячкою і в жовтні відбув до Англії на лікарняний. Після одужання в 1846 році відряджений на службу в Мальту, де отримав кілька доган за те, що з незрозумілих причин займав в церкві місця, призначені для духовенства. В Мальті Баррі довелося боротись з загрозою холери, яка в 1850 році вилилась в третю холерну пандемію.

В 1851 році відправлений продовжувати службу на острів Керкіра, де 16 травня отримав підвищення до заступника генерального інспектора лікарень (англ. Deputy Inspector-General of Hospitals), що еквівалентно званню підполковника (англ. lieutenant colonel). Звідси Баррі тимчасово відвідував Крим під час відпустки — запит на офіційне відрядження було відхилено — де вв'язався у суперечку з Флоренс Найтінгейл в казармах Селіміє. Після смерті Баррі, Найтінгейл написала наступне:
Я ніколи в житті не отримувала такої нахабної оцінки — я, яка отримала більше, ніж будь-яка жінка, — від (тієї) Баррі, що сиділа на коні, коли я перетинала Госпітальну площу, в одному кашкеті, на сонці. (Він) тримав мене посеред натовпу солдатів, службовців комісаріату, табірників і т.д. і т.п., кожен з яких поводився як джентльмен, поки мене лаяли, тоді як (вона) поводилася як звірюка. Після (її) смерті мені сказали, що (він) був жінкою. ... Треба сказати, що (вона) була найзапеклішою істотою, яку я коли-небудь зустрічала[уточнити переклад].
Зрештою, в 1857 році Баррі відправлено до Канади та 25 вересня присвоєно місцеве звання генерального інспектора лікарень (еквівалентно званню бригадного генерала). На цій посаді Баррі займався покращенням харчування, санітарії та медичного обслуговування для в'язнів, хворих проказою, а також для солдатів та їхніх сімей. Статус місцевого в званні Баррі було замінено постійним 7 грудня 1858.

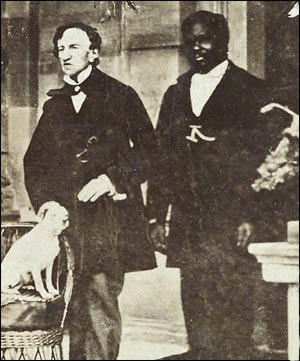
Баррі (зліва) із слугою Джоном та своїм псом Сайкі (Psyche), 1862 рік, Ямайка

Незалежно від місця, всюди, де в Британській імперії служив Баррі, його силами відбувались поліпшення санітарних умов, харчування солдат та інших недостатньо захищених груп населення. Баррі був обурений безпричинними стражданнями і обирав прямі та іноді безтактні способи вимагати покращення життя бідних та малозабезпечених людей, чим часто викликав роздратування чиновників та військових; кілька разів Баррі було заарештовано і засуджено за крайні прояви такої поведінки. Він дотримувався суворих і незвичних на той час поглядів на харчування, будучи повністю вегетаріанцем та зовсім відмовившись від алкоголю. Утримуючись від близьких стосунків з людьми, Баррі дуже любив домашніх тварин, особливо свого пуделя Сайкі (англ. Psyche). В радіопостановці драматурга Жана Бінні «Лікар Баррі» (англ. Doctor Barry), (BBC, 1982) згадується Джон Джозеф Денсон (англ. John Joseph Danson) — чорношкірий слуга Баррі, найнятий ним в Південній Африці, який залишався поряд з лікарем до його смерті.

### Смерть та викриття

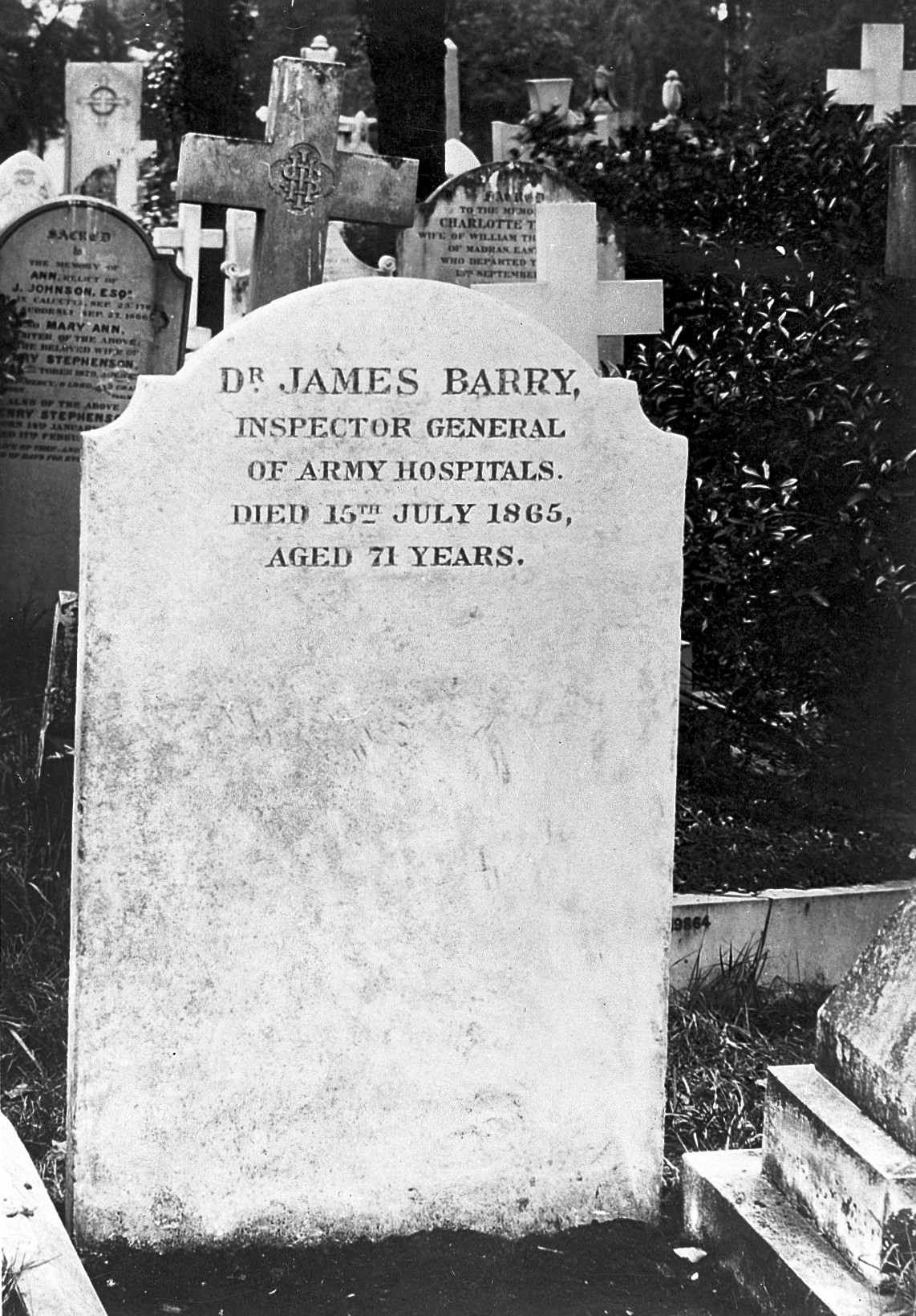
Надгробна плита Джеймса Баррі (номер 19301/67/6). Кладовище Кенсал-Грін.

Незважаючи на протести Баррі, 19 липня 1859 року його було звільнено з лав збройних сил через погане здоров'я та поважний вік. Посаду генерального інспектора лікарень зайняв Девід Дамбрек. Після відставки Баррі помер в Лондоні від дизентерії 25 липня 1865 року.  Похований на кладовищі Кенсал-Грін у Лондоні. 
Не відомо точно, яка саме жінка виявила стать Баррі, але, швидше за все, це була хатня робітниця, що готувала тіла до поховання. Не отримавши платні за свою роботу, робітниця звернулась по компенсацію до особистого лікаря Баррі — майора Д. Р. Мак-Кіннона, який видав свідоцтво про смерть, де Баррі вважався чоловіком. Робітниця стверджувала, що тіло Баррі жіночої статі і містить сліди післяпологових розтяжок, що свідчить про те, що він - жінка, яка народжувала в ранньому віці. Коли Мак-Кіннон відмовився платити їй, робітниця звернулась до преси і надала ситуації розголос.
Історія обговорювалась у листуванні між працівником Генерального реєстру Джорждем Грехемом та доктором Мак-Кінноном.
|  | Сер, Мені було заявлено, що генеральний інспектор доктор Джеймс Баррі, який помер в будинку номер 14 на Маргарет-стріт 25 липня 1865 року після смерті був опізнаний як жінка. Так як ви надавали свідоцтво про причину його смерті, я маю сміливість запитати вас, чи правда те, що я чув, і чи ви самі особисто переконалися, що він був жінкою та, швидше за все, матір'ю? Можливо, ви відмовитесь відповідати на ці питання; але я запитую їх не для публікації, а для власної інформації. Ваш вірний слуга, Джордж Грехем Оригінальний текст (англ.) Sir, It has been stated to me that Inspector-General Dr James Barry, who died at 14 Margaret Street on 25 July 1865, was after his death found to be female.. As you furnished the Certificate as to the cause of his death, I take the liberty of asking you whether what I have heard is true, and whether you yourself ascertained that he was a woman and apparently had been a mother? Perhaps you may decline answering these questions; but I ask them not for publication but for my own information.. Your faithful servant, George Graham |

⁣⁣⁣⁣⁣⁣Мак-Кіннон відповів наступним чином:
|  | Сер, Я був тісно знайомий з лікарем протягом багатьох років, як у Лондоні, так і в Вест-Індії, і ніколи не підозрював, що доктор Баррі — жінка. Я відвідував його під час його останньої хвороби (бронхіт та схильність до діареї). Незабаром після смерті доктора Баррі в офіс сера Чарльза Мак-Грегора прийшла жінка, яка виконувала останні процедури для доктора Баррі, і чекала на розмову зі мною. Вона хотіла отримати певні чайові, які власниця будинку, в якому помер доктор Баррі, відмовилася їй дати. Крім усього іншого, вона сказала, що доктор Баррі був жінкою і що я прекрасний лікар, якщо цього не знав, і, що вона не хотіла б, щоб її відвідував лікар як я. Я поінформував її, що це не моя справа був доктор Баррі чоловіком чи жінкою і, що я вважав, що вона може бути ні тим, ні іншим, а недорозвиненим чоловіком. Потім вона сказала, що обстежила тіло, і виявила, що лікар був повністю розвиненою жінкою і, більше того, на ньому були сліди пологів, що відбулись у зовсім юному віці. Після цього я поцікавився, як вона дійшла до цього висновку. Жінка, показуючи на нижню частину свого живота, сказала «зі слідів тут, я одружена жінка і мати дев'ятьох дітей, і я не можу не знати.» Ця жінка, здається, вирішила, що відкрила велику таємницю і хотіла, щоб за її мовчання заплатили. Я повідомив їй, що всі родичі доктора Баррі померли, я не був в курсі його таємниці, і що в мене склалось власне враження, що доктор Баррі був гермафродитом. Але чи був доктор Баррі чоловіком, чи жінкою, чи гермафродитом — я не знаю і не мав жодної мети це перевіряти, оскільки я міг присягнути, що тіло належить саме тій особі, яку я знав як генерального інспектора лікарень протягом багатьох років. Щиро Ваш, Д.Р. Мак-Кіннон Оригінальний текст (англ.) [ Sir, I had been intimately acquainted with the doctor for good many years, both in London and the West Indies and I never had any suspicion that Dr Barry was a woman. I attended him during his last illness, (previously for bronchitis, and the affection for diarrhoea). On one occasion after Dr Barry’s death at the office of Sir Charles McGregor, there was the woman who performed the last offices for Dr Barry was waiting to speak to me. She wished to obtain some prerequisites [sic in source, but has to be a slip for perquisites, "perks"] of his employment, which the Lady who kept the lodging house in which Dr Barry died had refused to give her. Amongst other things she said that Dr Barry was a female and that I was a pretty doctor not to know this and she would not like to be attended by me. I informed her that it was none of my business whether Dr Barry was a male or a female, and that I thought that she might be neither, viz. an imperfectly developed man. She then said that she had examined the body, and was a perfect female and farther that there were marks of him having had a child when very young. I then enquired how have you formed that conclusion. The woman, pointing to the lower part of her stomach, said ‘from marks here. I am a maried[sic] woman and the mother of nine children and I ought to know.’ The woman seems to think that she had become acquainted with a great secret and wished to be paid for keeping it. I informed her that all Dr Barry's relatives were dead, and that it was no secret of mine, and that my own impression was that Dr Barry was a Hermaphrodite. But whether Dr Barry was a male, female, or hermaphrodite I do not know, nor had I any purpose in making the discovery as I could positively swear to the identity of the body as being that of a person whom I had been acquainted with as Inspector-General of Hospitals for a period of years. Yours faithfully, D.R. McKinnon] Помилка: [undefined] Помилка: {{Lang}}: немає тексту (допомога): текст вже має курсивний шрифт (допомога) |

⁣⁣⁣⁣⁣⁣
Після розголосу справи багато людей стверджували, що вони «так і знали це весь цей час». Британська армія, прагнучи приглушити історію, запечатала всі записи про Баррі на наступні 100 років. Історикиня Ізобель Рей (англ. Isobel Rae) отримала доступ до записів армії у 1950-х роках і дійшла висновку, що художник Джеймс Баррі був дядьком Баррі. 
Маргарет-Енн Балклі похована на кладовищі Кенсал-Грін з написом на плиті Джеймс Баррі і повним військовим званням. Деякі джерела стверджували, що слуга, який завжди відвідував Баррі, повернувся на Ямайку, але його фактична доля невідома.

## Приватне життя
У листі до старшого брата Джона Балклі 19-річна Маргарет-Енн докоряла йому через його відмову від занять з правознавства, необхідних для військового напряму. Вона писала: «Якби я не була дівчиною, я була б солдатом!».
Інтерес Маргарет-Енн до медицини, ймовірно, прокинувся завдяки друзям ліберального дядька Джеймса Баррі. Маргарет-Енн прикинулась чоловіком безпосередньо перед поїздкою до Единбурга для вступу в медичне училище в 1809 році. Вона зуміла зберегти таємницю про свою стать під час навчання на хірурга та переходу на службу в британську армію, яка на той час не вимагала медичного обстеження для офіцерів.
Під час першого відрядження Джеймса Баррі до Кейптауна, що у Південній Африці, він подружився з місцевим губернатором лордом Чарльзом Сомерсетом. Припускають, що лорд Чарльз здогадався про таємницю Баррі і що їхні стосунки були більшими від дружніх. Їхня близькість спричинила поширення чуток і привела до того, що 1 липня 1824 року на мостовому пості в Кейптауні на короткий час з'явилось обвинувачення їх в гомосексуальності. Автор повідомлення написав, що він «бачив, як лорд Чарльз анально проникав в доктора Баррі». Звинувачення призвело до судового розгляду та розслідування, оскільки гомосексуальність була у той час суворо незаконною. Попри це, якщо Сомерсет і знав про справжню стать Баррі, він не розкрив таємниці.
Незважаючи на зусилля Баррі виглядати чоловіком, сучасники відмічали його жіночі риси і суперечливу репутацію — Баррі описували як нетактовну, нетерплячу, самовпевнену та уперту людину, що любить посперечатись, однак з гарними манерами в спілкуванні з пацієнтами та професійною майстерністю. Запальний характер та нахабність Баррі призвели до дуелі на пістолетах з капітаном Жозіасом Клоте (англ. Josias Cloete). Баррі прицілився краще, куля поцілила в чако Клоте та збила верхню частину убору, яка і демонструвала авторитет власника.
⁣⁣⁣Баррі ніколи не дозволяв заходити до кімнати, коли він перевдягалався, і повторював незмінну інструкцію, що «у разі смерті повинні бути прийняті суворі заходи безпеки для запобігання будь-яким спробам обстеженню особи» і що тіло повинно бути «поховане у простирадлах без подальшого огляду». 
Частина трансгендерного руху зараховує Баррі до транслюдей, наприклад, ЛГБТ-журнал «Ми — сім'я» (англ. We Are Family) стверджує, що інструкції Баррі щодо її поховання є вагомим свідченням того, що Баррі був трансчоловіком, «бажаючи, щоб після смерті його пам'ятали чоловіком».

### Цитування
1. ↑  Archives, The National. The National Archives - Homepage. The National Archives (брит.). Процитовано 16 лютого 2025.
2. 1 2  Rota, Jess (2014). James Barry, unsung hero. We Are Family Magazine. № 6. Архів оригіналу за 25 січня 2021. Процитовано 3 грудня 2017.
3. 1 2  дю Пріз (du Preez), 2008.
4. 1 2  дю Пріз (du Preez) та Дронфілд (Dronfield), 2016, с. 5.
5. ↑  Kubba та Young, 2001, с. 352—356.
6. ↑  Leitch, Robert (1 липня 2001). The Barry Room: The Tale Of A Pioneering Military Surgeon. usmedicine.com. Архів оригіналу за 28 вересня 2007. Процитовано 14 грудня 2007.
7. ↑  James Barry Biography. Dictionary of Canadian Biography. Архів оригіналу за 14 жовтня 2012. Процитовано 23 грудня 2007.
8. 1 2  Barry, James (c.1799–1865). Oxford Dictionary of National Biography (вид. онлайн). Oxford University Press. doi:10.1093/ref:odnb/1563. (Необхідна підписка або членство в публічній бібліотеці Сполученого Королівства .)
9. ↑  дю Пріз (du Preez) та Дронфілд (Dronfield), 2016, с. 7, 8.
10. ↑  дю Пріз (du Preez) та Дронфілд (Dronfield), 2016, с. 43—45.
11. ↑  дю Пріз (du Preez) та Дронфілд (Dronfield), 2016, с. 56.
12. ↑  дю Пріз (du Preez) та Дронфілд (Dronfield), 2016, pp. 62–63 згідно з листом від 14 грудня 1809 року від Мері-Енн до Деніеля Рірдона.
13. ↑  дю Пріз (du Preez) та Дронфілд (Dronfield), 2016, с. 58—60.
14. ↑  дю Пріз (du Preez) та Дронфілд (Dronfield), 2016, с. 407.
15. ↑  дю Пріз та Дронфілд, 2016, с. 75—77.
16. ↑  Баррі, 1812.
17. ↑  дю Пріз (du Preez) та Дронфілд (Dronfield), 2016, с. 82—93.
18. ↑  дю Пріз (du Preez) та Дронфілд (Dronfield), 2016, с. 97—100.
19. ↑  дю Пріз (du Preez) та Дронфілд (Dronfield), 2016, с. 101—105.
20. ↑  London Gazette №17096б с. 4, 2 січня 1816 року
21. ↑  London Gazette №17106, c. 205, 3 лютого 1816 року
22. ↑  Kubba та Young, 2001, с. 352.
23. ↑  дю Пріз (du Preez) та Дронфілд (Dronfield), 2016, с. 115—118.
24. ↑  дю Пріз (du Preez) та Дронфілд (Dronfield), 2016, с. 119.
25. ↑  дю Пріз (du Preez) та Дронфілд (Dronfield), 2016, с. 123.
26. ↑  дю Пріз (du Preez) та Дронфілд (Dronfield), 2016, с. 167.
27. ↑  дю Пріз (du Preez) та Дронфілд (Dronfield), 2016, с. 215, 216.
28. ↑  London Gazette №18424, с. 2582, 18 грудня 1827 року
29. ↑  дю Пріз (du Preez) та Дронфілд (Dronfield), 2016, с. 228, 231.
30. ↑  дю Пріз (du Preez) та Дронфілд (Dronfield), 2016, с. 268—271.
31. 1 2 3 4 5 6  дю Пріз (du Preez) та Дронфілд (Dronfield), 2016, pp. 251, 252 citing Bradford, Edward, 'The Reputed Female Army Surgeon', The Medical Times and Gazette vol. II for 1865, p. 293..
32. ↑  Report of commissioners for inquiring into naval and military promotion and retirement (англ.). Т. Vol XL. London: Her Majesty's Stationery Office. 1840. с. 199. {{cite book}}: |volume= має зайвий текст (довідка); Проігноровано |work= (довідка)
33. ↑  London Gazette №21210, с. 1296, 16 травня 1851 року
34. ↑  Letter from Florence Nightingale to Parthenope, Lady Verney. Wellcome Institute for the History of Medicine. n.d. Архів оригіналу за 24 березня 2020. Процитовано 24 березня 2020.
35. ↑  London Gazette №6740, с. 873, 29 вересня 1857 року, Единбург
36. ↑  London Gazette, №22214, с. 5589, 31 грудня 1858 року
37. ↑  Binnie, Jean (1982). Dr Barry. BBC Radio 4 Extra. Архів оригіналу за 11 квітня 2019. Процитовано 13 квітня 2018.
38. ↑  дю Пріз (du Preez) та Дронфілд (Dronfield), 2016, с. 364—365.
39. ↑  London Gazette, №22289, с. 2803, 19 липня 1859року
40. ↑  дю Пріз (du Preez) та Дронфілд (Dronfield), 2016, с. 371—374.
41. ↑  дю Пріз (du Preez) та Дронфілд (Dronfield), 2016, с. 390-391.
42. ↑  дю Пріз (du Preez) та Дронфілд (Dronfield), 2016, с. 378—379.
43. ↑  Kubba та Young, 2001, с. 354—355.
44. ↑  Pain, Stephanie (6 березня 2008). The 'male' military surgeon who wasn't. NewScientist.com. Архів оригіналу за 14 березня 2008. Процитовано 16 березня 2008.
45. ↑  Maguire, Stephen (28 вересня 2008). She's a beauty... and just perfect to play the role of the most amazing MALE doc ever; EXCLUSIVE HEARTACHE BEHIND NATASCHA'S SMILE. Sunday Mirror. Архів оригіналу за 30 червня 2013. Процитовано 28 квітня 2013.
46. ↑  дю Пріз (du Preez) та Дронфілд (Dronfield), 2016, с. 50.
47. ↑  дю Пріз (du Preez) та Дронфілд (Dronfield), 2016, с. 51, 59.
48. ↑  дю Пріз (du Preez) та Дронфілд (Dronfield), 2016, с. 101.
49. ↑  дю Пріз (du Preez) та Дронфілд (Dronfield), 2016, с. 154.
50. ↑  дю Пріз (du Preez) та Дронфілд (Dronfield), 2016, с. 182.
51. ↑  дю Пріз (du Preez) та Дронфілд (Dronfield), 2016, с. 125.
52. ↑  дю Пріз (du Preez) та Дронфілд (Dronfield), 2016, с. 155—159.
53. ↑  Loudon, 2002.